# إليجاه سبنسر
إليجاه سبنسر (بالإنجليزية: Elijah Spencer)‏ هو سياسي أمريكي، ولد في 1775 بمقاطعة كولومبيا في الولايات المتحدة، وتوفي في 15 ديسمبر 1852. انتخب عضو جمعية ولاية نيويورك وانتخب عضو مجلس النواب الأمريكي.